# Drake Younger
Drake Wuertz (* 10. September 1984 in Indianapolis, Indiana) ist ein US-amerikanischer Wrestler, der jedoch einer breiten Masse unter seinem Ringnamen Drake Younger bekannt ist, mit dem er in der Independent-Szene antritt. Er ist inzwischen fünffacher Vater und stand zuletzt bei der WWE unter Vertrag, wo er unter bürgerlichen Namen eingesetzt wurde.
Nach seiner Entlassung kehrte Wuertz unter seinem ehemaligen und jetzigen Gimmick wieder in die unabhängige Wrestling-Szene zurück, wo er bis zu seiner Einstellung bei WWE zur Hardcore- und Deathmatch-Ikone aufgestiegen war. Auch versuchte er sich in der Politik, wo er sich im Frühjahr 2022 als republikanischer Kandidat für die Wahlen zum Florida’s States House, Distrikt 30, aufstellen ließ. Er scheiterte bereits bei den Vorwahlen.
Aktuell arbeitet Wuertz beruflich in Florida als Rezeptions-Mitarbeiter bei Cruch Fitness (Casselberry) und als zertifizierter Dachdecker-Berater bei Total Home Roofing.

## Karriere

### Sportlicher Hintergrund / Anfänge
Wuertz hatte einen Hintergrund als Ringer und begann im Alter von 10 Jahren als begeisterter  Hulk-Hogan-Fan mit dem sogenannten Backyard Wrestling. Seine aktive Wrestling-Karriere begann Wuertz als 15-Jähriger am 31. August 2001, als er sein erstes Match in der Promotion Insanity Pro Wrestling unter dem Ringnamen Polaris bestritt. Bereits am 1. Februar 2002 bestritt Wuerz sein erstes Match in der IWA Mid-South. Dort trat  er vor allem als Techniker auf. Dennoch wurde Wuertz aufgrund seines jugendlichen Alters nur in der unteren Kampfkarte eingesetzt.

### Independent (2001–2014)

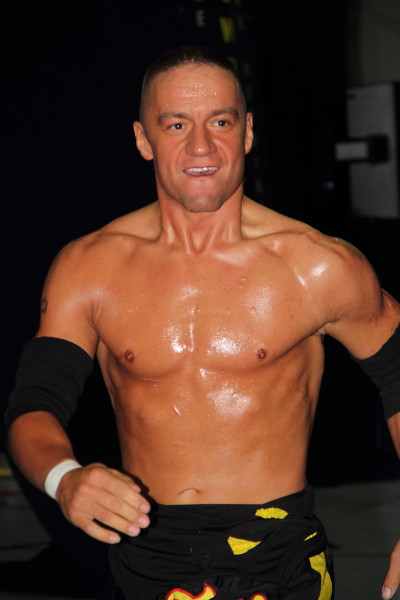
Wuertz in seiner Ringrolle „Drake Younger“ bei einer Veranstaltung der CZW (2013)

Wuertz war bis 2010 nie bestrebt bei einer der großen bekannten Wrestling-Promotion (TNA und WWE) zu arbeiten. Vielmehr zog es ihn in die kleinen Independent-Ligen. Und so trat er abwechselnd in den Promotionen IWA Mid-South und IPW auf. Seinen ersten Titel konnte Wuertz 2003 in der IPW erringen, als er dort den IPW Junior Heavyweight Champion-Titel errang und diesen nun für 731 Tage halten durfte.
Im Juli 2004 unternahm Wuertz einen Gimmickwechsel: Am 27. Juli des gleichen Jahres trat er erstmals unter dem Ringnamen Drake Younger bei der Promotion Xtreme Intense Championship Wrestling an. Dort spezialisierte er sich nun auf den populären „Hardcore“- und „Death Match Style“.
Am 6. Mai 2006 errang Wuertz seinen ersten großen Titel, indem er „DieHard“ Dustin Lee um den IPW World Champion-Titel besiegen durfte. Bereits am 2. und 3. Juni 2006 nahm Wuertz bei der IWA Mid-South am King Of The Death Matches-Turnier teil, bei dem er bis ins Finale gelangen durfte.
Bereits am 27. Juli 2006 nahm Wuertz bei der CZW an der Veranstaltung CZW Ultraviolent Tournament Of Death V teil. Bereits am 15. Oktober 2006 durfte er erstmals den CZW Ultraviolent Underground Champion-Titel erringen und diesen bis 12. Mai 2007  halten.
Am 7. November 2006 nahmen „DieHard“ Dustin Lee und Wuertz bei einem Turnier der Promotion Full Throttle Wrestling teil und durften dort die Tag Team Champion-Titel gewinnen und am 9. Februar 2007 war Wuertz der erste Träger des von der IWA Mid-South neugeschaffenen IWA Mid-South Death Match Champion-Titels, den er bis zum 23. Juni 2007 halten durfte.
Am 9. Juni 2007 ließ die CZW Wuertz das CZW Ultraviolent Tournament of Death VI gewinnen.
Am 5. Januar 2008 errang Wuertz bei IPW den IPW World Champion-Titel, den er dann bis zum 3. Januar 2009 halten durfte. Daneben konnte er auch am 12. Juli 2008 den World Champion-Titel der CZW erringen, den er über 560 Tagen halten durfte.  Dort durfte Wuertz am 9. Februar 2009 auch zum zweiten Mal den CZW Ultraviolent Underground Champion-Titel erringen und diesen ließ man ihn für 245 Tage behalten. Bei der IWA Mid-South durfte er das im September 2008 ausgerichtete Ted Petty Invitational-Turnier gewinnen.
Am 26. Februar 2009 konnte Wuertz bei der AWI den AWI Absolute Champion-Titel erringen und diesen bis zum 12. Juni 2009 halten.
Am 31. Juli 2009 hielt die Promotion Heartland Wrestling Association Wuertz zu Ehren die Veranstaltung Drake Younger Invitational Tournament ab, bei dem Wuertz selbst bis ins Finale gelangte. Im gleichen Jahr nahm Wuertz auch in Deutschland an verschiedenen Turnieren teil, die unter anderem von der wXw veranstaltet wurden.
Am 30. Januar 2010 musste Wuertz nach 567 Tagen seinen CZW-Titel an B-Boy abtreten.
Drake Wuertz durfte jedoch bereits am 10. April 2010 mit seinem Tag-Team-Partner Eddie Kingston die CZW Tag Team-Titel erringen. Diesen Titel durften beide bis zum 10. Juli halten. Danach wurde der Titel für vakant erklärt.
Am 9. September 2010 durchführte Wuertz einen sogenannten Heel Turn, als er sich auf die Seite der ungeliebten „Wrestling-Bösewichter“ stellte. Er blondierte sein dunkles Haar und trat eine Zeit lang unter dem Ringnamen The Golden Boy an. Am 2. Juni 2013 bestritt er in Deutschland gegen Masashi Takeda sein letztes Deathmatch und beendete damit seine Karriere als Hardcore-Wrestler. Dieses ist unmittelbare Folge seiner privaten Rolle als Ehemann und Vater, da er seit Geburt seines ersten Kindes seinen Wrestling-Stil immer mehr aufs reguläre technische Wrestling verlagerte.

### WWE
Am 4. März 2014 wurde bekannt, dass sich der Marktführer WWE und Wuertz auf dessen Verpflichtung geeinigt hätten. Zuvor hatte Wuertz erfolgreich ein Tryout dort bestanden und so solle er im WWE Performance Center auf den WWE-Stil geschult werden. Nach dessen Abschluss debütierte er kurz darauf in der WWE-Show NXT, wo er seitdem als Referee (Ringrichter) eingesetzt wurde. Am 19. Mai 2021 wurde er von der WWE entlassen.

### Independent (2021–heute)
Nach seiner Entlassung durch die WWE feierte Wuertz am 26. Juni 2021 sein Comeback als Wrestler bei der Show Orlando Street Fight, bei der er seinen Gegner Nick Stanley besiegen durfte.
Er tritt regelmäßig für XPW oder AWR als Wrestler an.

## Erfolge
- Insanity Pro Wrestling

- 1× IPW World Champion
- 1× IPW Junior Heavyweight Champion

- Independent Wrestling Association Mid-South

- 1× IWA Mid-South Death Match Champion
- 1× Turnier-Sieger des Ted Petty Invitational (2008)

- Full Throttle Wrestling

- 1× FTW Tag Team Champion (mit Dustin Lee als „The Naprown Dragons“)

- Combat Zone Wrestling

- 1× CZW World Heavyweight Champion
- 2× Ultraviolent Underground Champion
- 1× CZW Tag Team Champion (mit Eddie Kingston)
- 1× Turnier-Sieger des Tournament of Death VI (2007)

- Absolute Intense Wrestling

- 1× AIW Absolute Champion